# 미용실

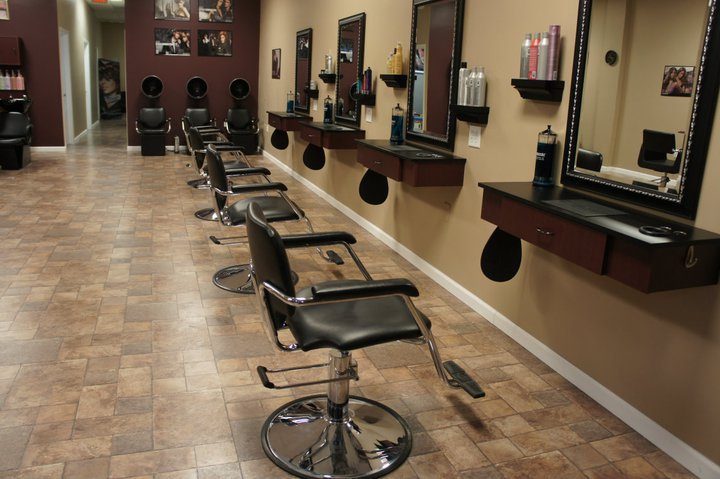
미용실

미용실(美容室, beauty salon)은 주로 머리와 얼굴을 아름답게 꾸며 주고 머리카락을 관리하여 주는 상점이다. 커트, 염색, 파마, 샴푸 등의 머리카락을 관리하는 일련의 서비스업을 하는 곳이며 업체에 따라서는 가발, 속눈썹, 콧털, 겨드랑이털, 피부마사지, 메이크업, 손톱 손질, 발톱 손질 등의 관련 업무도 수행한다. 참고로, 미용의 사전적 정의는 용모에 물리적 · 화학적 기교를 동원하여 고객의 얼굴, 머리, 피부 등을 손질하고 외모를 아름답게 꾸미는 것이다. 그림, 조각, 조경 등과 같은 조형 예술에 속하며 인체의 일부분만을 꾸민다는 점에서 부용예술로서의 특수성도 갖고 있다.

## 머리카락 관리

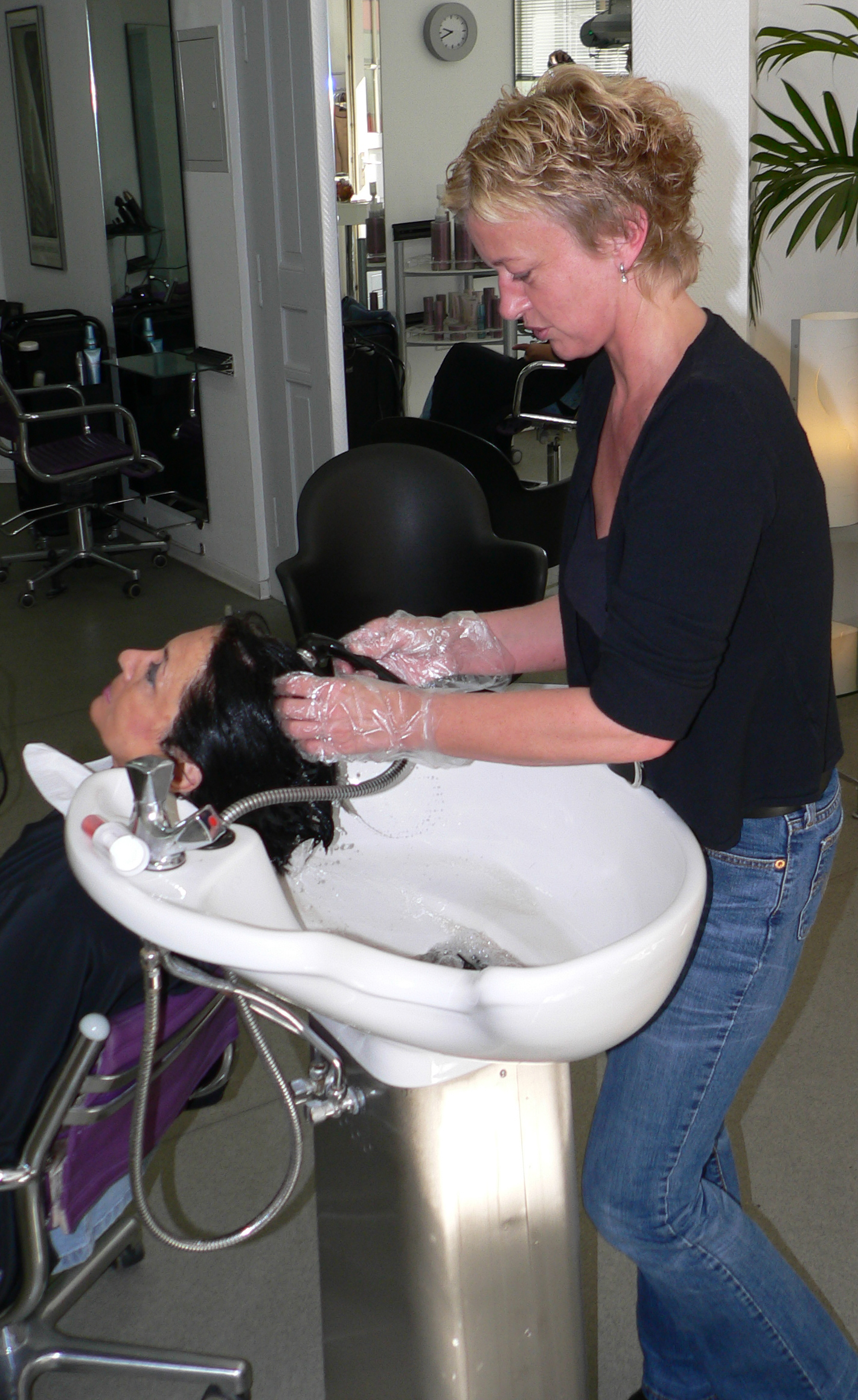
미용사가 여성의 머리를 감기는 모습

미용실은 머리카락을 자르거나 머리 모양을 바꾸거나 염색을 하러 가는 곳이다.
미용실 은 아주 많은 종류의 가게들이 있다. 정통적인 미용실은 예약을 받지 않으며 먼저 온 손님이 서비스를 다 받기 전까지 의자에 앉아서 기다려야 한다. 조금 특별한 미용실은 특별한 미용사에게 먼저 예약을 하지 않으면 서비스를 받지 못하며 모든 과정을 예약하여야만 하는 곳도 있다. 어떤 미용실들은 특정부분의 서비스만 하는 곳도 있다. 헤어커트를 하는데 샴푸를 해주지 않거나, 염색만 하거나, 샴푸만 해주거나, 면도만 해주거나 손톱만 관리해주거나 하는 식이다. 아주 오래된 1명의 미용사가 일하는 곳은 커트와 샴푸만 하는 곳이 많다.
특히 대한민국이 아닌 미국, 호주, 유럽의 저렴한 미용실에서는 샴푸를 서비스하지 않는 곳이 많다.

## 기타 서비스

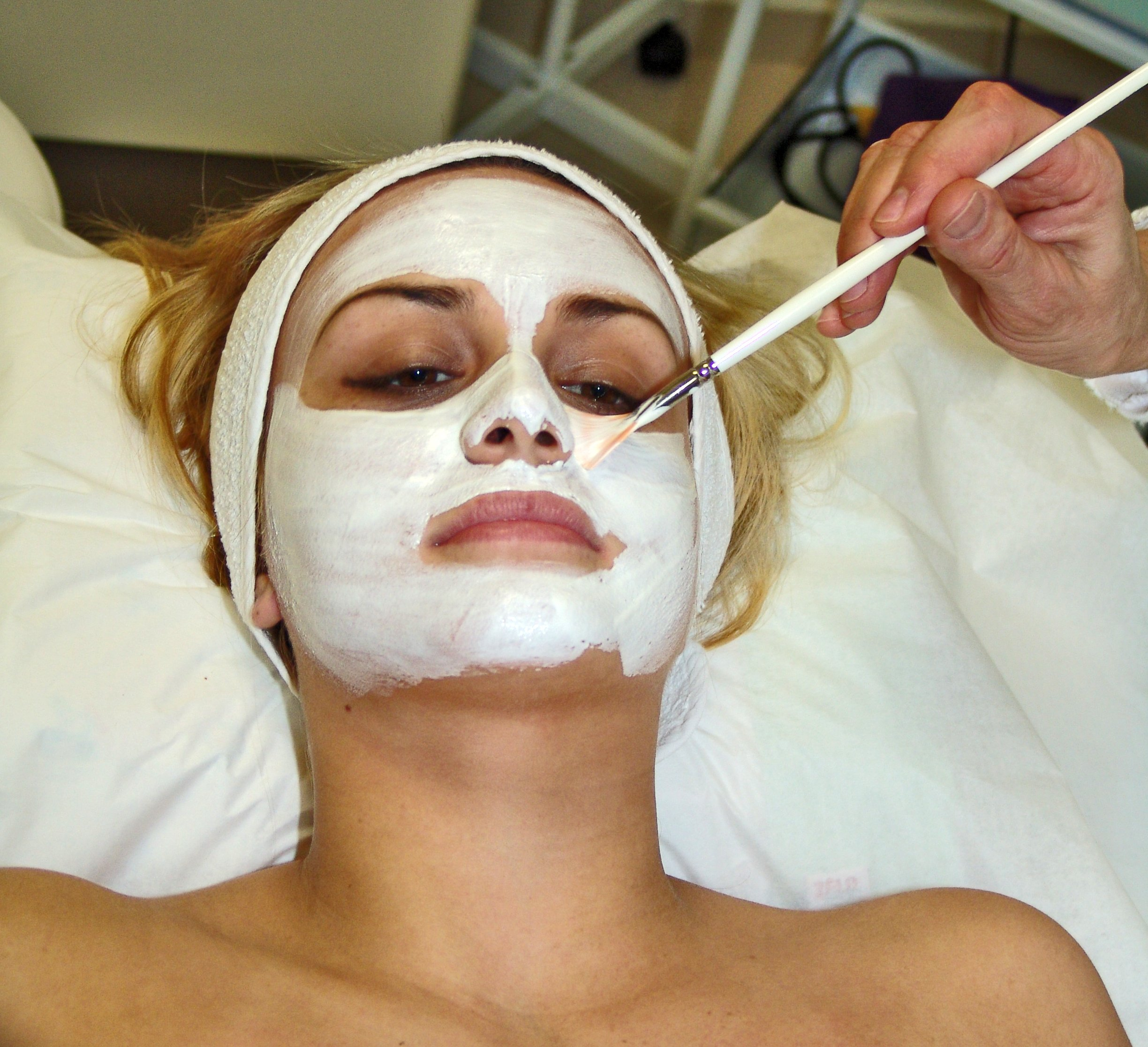
피부 관리를 하여 주는 서비스

- 모발염색
- 피부 관리
- 네일아트

## 용어
영어로는 beauty salon, beauty parlor, 미국에서는 보통 beauty shop(뷰티 숍)으로 부른다.
대한민국에서는 1970년대 이전까지는 미장원(美粧院)으로 불렀는데, 머리카락을 손질하거나 화장하는 일을 주로 했다. 이후 미용실로 바뀌면서 고객의 성별 구분이 없어졌다. 헤어샵, 헤어아트, 헤어뷰띠끄 등으로도 부른다. 머리방(-房)은 국어사전에 등재되어 있다.

## 같이 보기
- 미용사
- 머리카락
- 미용장
- 이발사